# 가 (성씨)
가(賈)는 한국의 성씨이다. 2015년 통계청 조사 결과, 총 9950명이 이 성씨인 것으로 집계되었으며 본래 중국계 성씨이나 한국에서는 안면도를 통해 유입이되었다.